# Borry Bana, le destin fatal de Norbert Zongo
Pour plus de détails, voir Fiche technique et Distribution.
Borry Bana, le destin fatal de Norbert Zongo est un documentaire réalisé en 2003 par Luc Damiba & Abdoulaye Menès Diallo, sur l’assassinat du journaliste burkinabè Norbert Zongo.

## Synopsis
Borry Bana est une expression en langue bambara qui veut dire « la fuite est terminée ». Elle a été utilisée par le célèbre combattant africain Samory Touré ; traqué par les colons français, sa dernière devise restera dans l’histoire : « Borry Bana, ce camp sera le dernier ». Norbert Zongo a repris cette expression quand il a fondé son propre journal, L’Indépendant, en déclarant « L’Indépendant sera indépendant ou ne sera pas ». Ce fut sa dernière bataille. Le film revient sur l’affaire de l’assassinat du journaliste d’investigation Norbert Zongo, qui bouleversa le Burkina Faso. Un hommage à un homme qui a consacré sa vie à défendre les faibles et les sans voix.

## Fiche technique
- Titre : Borry Bana, le destin fatal de Norbert Zongo
- Réalisateur : Luc Damiba & Abdoulaye Menès Diallo
- Production : ZARADOC, Semfilms, IPAO
- Montage : Jaap Van HEUSDEN - Gideon VINK
- Langue : français
- Format : digital betacam
- Genre : documentaire
- Durée : 57 minutes
- Date de réalisation : 2003
- Soutiens : Amnesty International - ICCO (Pays Bas)